# Iwan Czeladnin

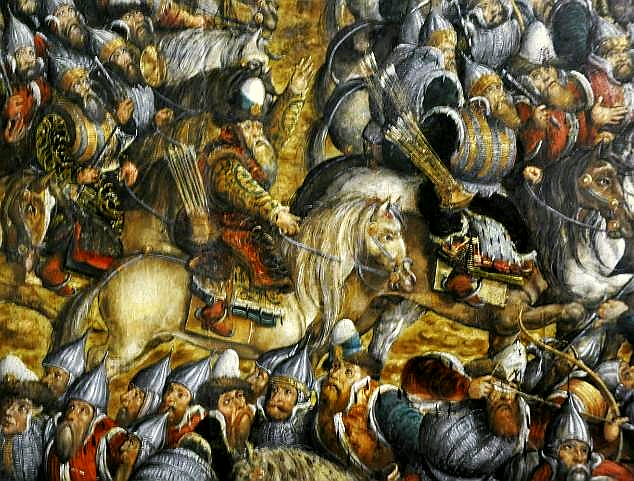

Iwan Andriejewicz Czeladnin (ros. Иван Андреевич Челяднин; zm. 1514, Wilno) – moskiewski bojar, wojewoda, dyplomata i dowódca wojskowy. 

## Życiorys
Syn Andrieja Czeladnina, wojskowego. Był koniuszym na dworze wielkiego księcia moskiewskiego Wasyla III i wojewodą w latach 1508–1509. W 1508, w czasie wojny litewsko-moskiewskiej, wysłany na Litwę w celu negocjowania zawieszenia broni z królem Polski Zygmuntem I Starym. W 1510 jako namiestnik pskowski przyjmował w imieniu  Wasyla III przysięgę wierności od mieszkańców Pskowa, następnie przeprowadził całkowitą deportację Pskowian w głąb Rusi Moskiewskiej. W 1511 został bojarem. W 1512 był posłem do chana kazańskiego. W tym też roku rozbił czambuł Tatarów krymskich.
W czasie wojny litewsko-moskiewskiej 1512–1522, przeprowadził w 1512 nieudane oblężenie Smoleńska. W 1514 dowodził wojskami moskiewskimi w bitwie pod Orszą, gdzie poniósł klęskę i dostał się do niewoli. 
Zmarł w więzieniu w Wilnie. 